# シンデレラのお姉さん
『シンデレラのお姉さん』は、2010年3月31日から6月3日まで韓国KBSで放送されたテレビドラマ。全20話。
韓国で同時間枠視聴率1位を初回から完全独走。最高視聴率23.2%を記録。
日本では、フジテレビ韓流α枠にて、2010年10月5日から11月2日まで放送された。なお、第1-6話は14時7分-15時00分、第7-18話は14時7分-15時30分、第19話-20話は14時7分-15時25分と変則的な放送時間だった。

## 概要
童話『シンデレラ』を“シンデレラの姉の目線”から再解釈した作品。
主人公ソン・ウンジョは、自由奔放な母親ガンスクに振り回され不安定な生活を送る中で完全に心を閉ざし、人生を諦めていた。母親の再婚相手であり酒造会社デソン都家の社長、ク・デソンや彼の一人娘ソヒョンに対しても、いつか必ず別れるという過去の経験から関わりを拒絶し、新しい生活にも馴染めずにいたが、1人の青年ギフンとの出会いでウンジョに変化が訪れる。
大企業の会長の隠し子であるギフンもまた心に傷を持ち、昔の自分に似たウンジョに惹かれる。が、二人の仲を妬くヒョソンのせいで二人はすれ違ってしまうのだった。
1-4話ではウンジョとソヒョンは高校生だが、5-20話では8年後の姿が描かれている。

## 登場人物
- ソン・ウンジョ　演：ムン・グニョン (日本語吹き替え：生天目仁美)

本作の主人公。幼い頃から母親に振り回され、他人に心を許すことができない18歳の少女。母親の再婚によりソヒョンとは姉妹となるが、自身とはまるで正反対の彼女にコンプレックスを感じており、どれだけ邪険にしてもしつこく構ってくるため鬱陶しく思っている。学校にもまともに通えない環境で育つが学習能力は高く、ヒョソンと同じ高校に通い始めるとすぐに校内で一番の成績を獲り、表彰される。男に依存しないと生きられない母親に嫌気がさしており離れようと単身で国外逃亡を試みていたが、義父デソンや従業員ギフンの優しさに触れ、少しずつ心を開くようになる。特別な人だと意識しはじめたギフンが何も言わず自分の元を去ってしまったことで深く傷つき、密かに家出を企てるが義父に説得され家に留まる。高校生の頃は長い黒髪をポニーテールにしていたが、8年後はショートボブになっている。大学では微生物学を専攻しており、デソン都家に就職後も酵母の研究を進めるなど会社を支える心強い存在となっている。昔の想い人ギフンと再会するも、必死に気持ちを隠して冷たい態度をとり彼を困惑させる。酒に弱いが無理して飲んでしまい、酔いつぶれることもある。怪我や病気をしても我慢する癖があり、麻酔無しで膝の縫合手術を受けていた際にはギフンから痛覚障害を疑われていた。
- ホン・ギフン　演：チョン・ジョンミョン (日本語吹き替え：内田夕夜)

デソン都家でアルバイトをしている青年。有名大学を休学中で、ウンジョやヒョソンの家庭教師を務める。気さくな性格と柔らかい笑顔が特徴で、仕事においても有能なためデソンからの信頼も厚い。実は大企業ホン酒家の会長の息子だが愛人の子供であり、家族の愛を知らず肩身の狭い思いをしてきた。自身と似たところがあるウンジョを何かと気にかけており次第に気持ちを通わせていくが、彼女の前から突然姿を消してしまう。8年後再びデソン都家へ戻ってきた際、すれ違いからウンジョとは険悪な仲になってしまうが、お互い心の奥の想いは消せずにいる。学生時代に自身を救ってくれたデソンへの信頼から、実家ホン酒家のライバルでもあるデソン都家の発展のため心から尽くしている。音楽や美術分野に関心があり、スペインの歌を口ずさんだり、ウンジョにお気に入りの画集やレコードを見せていた。校内で優秀な成績を収め表彰されたウンジョへのお祝いとして、自身の宝物である年代物の万年筆を贈る。
- ク・ヒョソン　演：ソウ (日本語吹き替え：伊藤静)

デソン都家の社長の一人娘で、親同士の再婚によりウンジョの義妹となる。ウンジョとは対照的に明るく人懐っこい性格で、誰からも愛される愛嬌の持ち主。周囲に甘やかされて育ったため我儘且つ泣き虫で、ウンジョよりかなり幼く見える。6歳の頃に母親を癌で亡くしており、ガンスクに亡き母親の面影を見たことで無意識に涙を流し、美しく優しい彼女に懐いている。義姉となったウンジョには初対面から冷たくあしらわれているが、めげずに仲を深めようとする。しかし片想いしていた同級生のドンスがウンジョに告白したことで彼女と喧嘩になり、以降家族の前では偽りの姉妹愛を演じている。バレエを習っているが中々上達せず、勉学においてもあまり成績は良くない。お洒落が好きで、女性らしい華やかなファッションを好み、栗色の髪を緩く巻いている。8年後、大人になっても甘えん坊は健在で、仕事もバレエの練習もせず遊び歩いているため父親からも半ば呆れられている。自分とは違い、父親から頼りにされているウンジョに対し複雑な思いを抱き、彼女への対抗心からギフンと交際していると嘘を吐く。
- ハン・ジョンウ　演：(青年期)オク・テギョン、(幼少期) ユン・ソクヒョン(日本語吹き替え：小松史法)

ガンスクの元恋人・チャンと共に暮らしている太った少年。姉のような存在のウンジョに恋心を抱いており、自身が大人になったら恩返しのため彼女を養っていくと宣言している。実の母親に捨てられチャンに引き取られているが仲が良いとは言えず、ガンスクとウンジョの逃亡を手助けした。8年後には兵役を経て立派な青年に成長しており、長年思いを寄せていたウンジョを追いかけてデソン都家に就職するが、あまりの変貌ぶりに彼女は正体に気づかなかった。ウンジョの気持ちを知りつつも、彼女を幸せにしたい一心で世話を焼いている。
- ソン・ガンスク　演：イ・ミスク (日本語吹き替え：田中敦子)

ウンジョの母親。昔からダメな男にばかり引っかかってしまい娘のウンジョにも苦しい生活を送らせてきたが、デソン都家の社長と再婚したことで社長夫人となり裕福な生活を送る。夫デソンや義娘ヒョソンの前では猫をかぶり貞淑な女性を演じているが非常に計算高く、他人の心を思うように操ったり、嘘がバレそうになっても上手に誤魔化している。豪邸で何不自由ない暮らしを送る一方、元恋人のチャンとの逢瀬を重ねておりウンジョからは軽蔑されている。デソンとの結婚生活は円満であり、8年後には息子を1人儲けている。
- ク・デソン　演：キム・ガプス (日本語吹き替え：星野充昭)

デソン都家の社長。一代で会社を築き上げており、親戚から従業員まで皆に慕われる人格者。亡き妻の服を着ていたガンスクに一目惚れしており、彼女の本性を知らずに再婚する。甘やかされて育ったヒョソンとは違い、頑なに心を開かないウンジョに対して最初は戸惑っていたが、後に彼女の精神的な支えとなる。ライバル会社の息子であるギフンに対しても家族のように接しており、愛に溢れた心優しい人物。
- アン・ヘジン　演：カン・ソンジン

デソンの元妻の弟。亡くなった姉を慕っており、後妻であるガンスクを良く思っていない。仕事ができない上に常に不満をたれており、周囲からは厄介者扱いされている。
- チャン・テックン　演：ソ・ヒョンチャル

ガンスクの元恋人。仕事もせず年中酒に溺れている中年男で、酔うと暴れる癖がある。喧嘩は絶えないがガンスクを心から愛しており、自分の元を去り金持ちと結婚したことにショックを受けデソン都家に踏み込もうとするが、ウンジョに気づかれ追い返された。
- ホン会長　演じ： チェ・イラ

ギフンの父親。ホン酒家の会長だが婿養子のため立場が低く、妻や息子たちに地位を奪われそうになっている。実の息子であるギフンに対してもあまり関心がなく距離をとっており、顔を合わせることは殆どない。
- ホン・ギジュン　演：コ・セウォン

ギフンの異母兄で、ホン会長の長男。仕事においては有能だが非情な性格で、実子ではなく愛人の子であるギフンを見下している。
- キム・ドンス　演：ヨン・ウジン

ウンジョとソヒョンの同級生。ソヒョンから好意を持たれているが相手にしておらずメールも無視していたが、正反対のウンジョに惹かれラブレターを添えた花束を渡している。

## スタッフ
- 演出：キム・ヨンジョ
- 脚本：キム・ギュワン
- 制作：KBS, A STORY
- 放送時間：水・木曜日午後9時55分